# Grégory Pastel
Grégory Pastel (Fort-de-France, 18 settembre 1990) è un calciatore francese, centrocampista del Rivière-Pilote e della Nazionale martinicana.

## Caratteristiche tecniche
Ala destra, può giocare anche come trequartista.

## Carriera

### Club
Comincia a giocare in Martinica, al Rivière-Pilote. Nel 2007 si trasferisce in Francia, al Nancy 2. Nel 2011 passa al Mulhouse. Nel 2012 viene acquistato dall'Ivry. Nel 2013 torna in Martinica, al Rivière-Pilote.

### Nazionale
Ha debuttato in Nazionale il 26 agosto 2014, nell'amichevole Santa Lucia-Martinica (0-2). Ha messo a segno le sue prime due reti con la maglia della Nazionale il 13 marzo 2016, nell'amichevole Saint Vincent e Grenadine-Martinica (0-4). Nel 2017 viene inserito nella lista dei convocati per la Gold Cup 2017.